# Lozuvatka, Krînîcikî
Lozuvatka (în ucraineană Лозуватка) este un sat în comuna Preobrajenka din raionul Krînîcikî, regiunea Dnipropetrovsk, Ucraina.

## Demografie
Componența lingvistică a localității Lozuvatka
     Ucraineană (96,05%)
     Rusă (3,95%)
Conform recensământului din 2001, majoritatea populației localității Lozuvatka era vorbitoare de ucraineană (96,05%), existând în minoritate și vorbitori de rusă (3,95%).